# NGC 3947
NGC 3947 (również PGC 37264 lub UGC 6863) – galaktyka spiralna z poprzeczką (SBb), znajdująca się w gwiazdozbiorze Lwa. Odkrył ją William Herschel 26 kwietnia 1785 roku.
W galaktyce tej zaobserwowano supernowe SN 1972C, SN 2001P, SN 2006aa i SN 2013G.